# Tenías que ser tú (telenovela, 2018)
 (mai 2020).
Si vous disposez d'ouvrages ou d'articles de référence ou si vous connaissez des sites web de qualité traitant du thème abordé ici, merci de compléter l'article en donnant les références utiles à sa vérifiabilité et en les liant à la section « Notes et références ».
Tenías que ser tú est une telenovela mexicaine produit par Mapat L. Zatarain pour Televisa. Elle est diffusée entre le entre le 12 mars et le 8 juillet 2018 sur la chaine Las Estrellas.

## Synopsis
Marisa Santiesteban (Ariadne Díaz) est une femme belle, réussie et travailleuse qui voyage de la province pour refaire sa vie avec sa fille Nicole (Ana Paula Martínez). A son arrivée dans la ville, sa vie va changer radicalement puisqu'elle rencontrera Miky (Andrés Palacios), un homme honnête et travailleur qui est le chauffeur chargé du transport de la nièce de Marisa, avec le temps elle se rendra compte qu'en plus d'admirer Miky elle est amoureuse de lui et Nicole verra en lui le père qu'elle a toujours voulu avoir, mais tout changera radicalement quand le père de Nicole apparaît et découvre qu'elle avait une fille dans son ancienne relation avec Marisa.

## Distribution
- Ariadne Díaz : Marisa Santiesteban Elorza
- Andrés Palacios : Miguel "Miky" Carreto Jiménez
- Arturo Peniche : Ezequiel Pineda Domínguez
- Chantal Andere : Lorenza Moscona Elorza de Fernández
- Grettell Valdez : Jenifer "Jeny" Pineda Salgado
- Fernando Alonso : Marcelo Moret
- Rossana Nájera : Amaranta Sarquís
- Ana Paula Martínez : Nicole Santiesteban Elorza
- María Marcela : Marbella Jiménez vda. de Carreto
- Nubia Martí : María Elena "La Nena" Elorza vda. de Santiesteban
- Ricardo Margaleff : Brayan Pineda Salgado
- Polo Morín : Bruno Fernández Moscona
- Raquel Garza : Amanda Topete / Maribel Palacios
- Agustín Arana : Tadeo Fernández
- Sachi Tamashiro : Petra Jacqueline Rosas Luna "Jaquie"
- Kelchie Arizmendi : Maestra Julia
- Emilio Beltrán : Santiago Bilbatúa
- Jessica Decote : Lesly Pineda Salgado
- Aldo Guerra : Juventino "Tino" Vásquez
- Karla Farfán : Paulina Bilbatúa
- Dayrén Chávez : Simona Miranda Corcuera

## Production
Les enregistrements ont commencé entre le 8 janvier 2018 et s'est terminé le 30 mai 2018.
Il s'agit d'une adaptation de la telenovela chilienne intitulée Ámbar créée par Daniella Castagno.